# Ovo Maltine

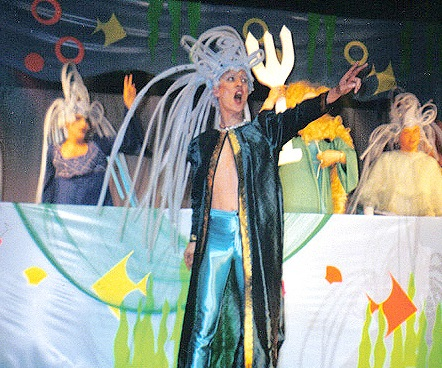
Ovo Maltine bei der Oz-Party von BeV im BKA-Luftschloß 2000 „Tunten im Meer“

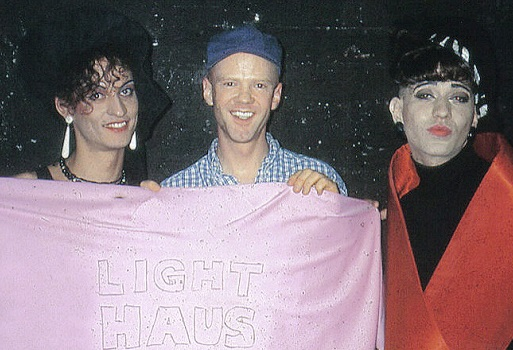
Ovo Maltine, Jimmy Somerville & BeV StroganoV bei „big spender“-Gala 1994. Foto für Light-Haus Berlin Kampagne zur Errichtung eines AIDS-Hospizes

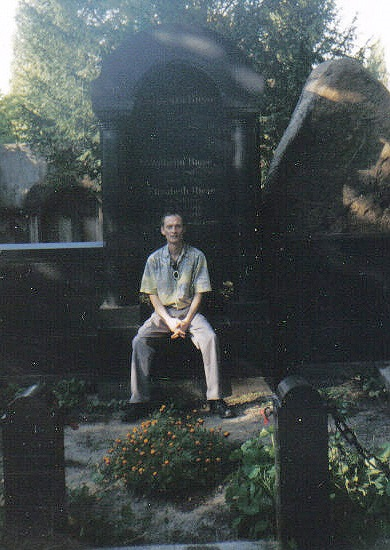
Ovo Maltine an seiner Grabstelle 2003

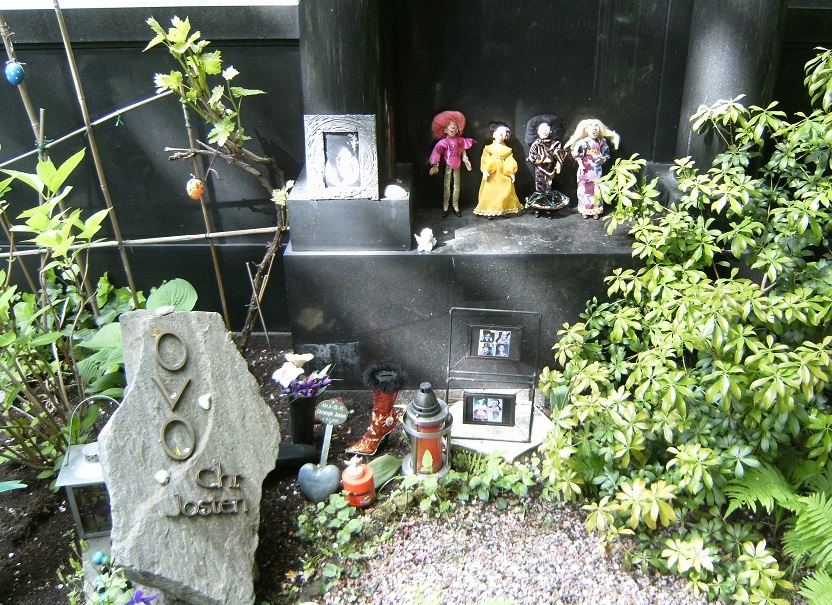
Ovo Maltines Grab – dekoriert für eine Führung „Kreuz & Queer“ am 17. Mai 2015 anlässlich des 10. Todestags

Ovo Maltine (* 16. April 1966 in Rech an der Ahr als Christoph Josten; † 8. Februar 2005 in Berlin) war eine deutsche Polit- und Kabarett-Tunte, vor allem aber AIDS-Aktivist, unter anderem bei den Schwestern der Perpetuellen Indulgenz.

## Leben
Bekannt wurde „Ovo“ (benannt nach dem Schweizer Getränkepulver „Ovomaltine“) als Mitglied des Tunten-Ensembles Les Tuxx und durch seine Mitwirkung in Dokumentationen und Filmen von Rosa von Praunheim, vor allem an der Seite von Tima die Göttliche, BeV StroganoV und Ichgola Androgyn in dem Dokumentarfilm Tunten lügen nicht (2002).
„Wo Ovo hinfällt, steht ein Märchen auf“, sagte von Praunheim über seinen Darsteller.
Veranstaltungen: „Ins Theater gegen AIDS“ – big spender berlin e. V. -Benefiz für ein Hospiz (Volksbühne Berlin, 1994), „Qwir“ (Queer-Erotik-Party, 1995), N8-Schwestern mit BeV StroganoV (Kabarett im Roten Salon, Volksbühne Berlin, 1995), Rahmenprogramm „100 Jahre schwuler Mut“ (Ausstellung Akademie der Künste Berlin, 1997), OSPI-Kochen (im Café PositHIV, 1999), Goldmund-Lounge mit Tima die Göttliche (Pfefferberg, 2001) – für den Abschluss erstellten sie eine eigene CD mit 26 Künstlern, die in 9 Monaten ihre Gäste waren. Titel der OMTG-Produktion: „Die Niederkunft“
Ovo wohnte in der Erdmannstraße in Berlin-Schöneberg. Zur Bundestagswahl 1998 trat er als Direktkandidat für seinen Wahlkreis Kreuzberg–Schöneberg an und erhielt 534 Stimmen. Aus rechtlichen Gründen musste er mit seinem bürgerlichen Namen antreten. Der Slogan lautete: Das Ovo kriegt in Bonn ’nen Posten – denn wir wählen Christoph Josten!
Er nannte sich gerne „das Ovo“. So erübrigte sich die Frage, ob er sich als „Er“ fühlt oder als „Sie“.

## Tod
Ovo Maltine starb am 8. Februar 2005 im Auguste-Viktoria-Krankenhaus (AVK) Berlin an einem bösartigen Lymphdrüsentumor im Zusammenhang mit einer HIV-Infektion im Alter von 38 Jahren. Er wurde am 4. März 2005 auf dem Alten St.-Matthäus-Friedhof in der Großgörschenstraße 12 in einem historischen Grab beigesetzt, das er schon 2003 als Patenschaft reserviert und zur Pflege übernommen hatte. Der Grabstein aus Schiefer ist ein Fundstück aus dem Garten der Eltern, der rote Kieselweg ist in Form einer „roten Schleife“ gestaltet. Der von ihm noch im Krankenhaus gewünschte Filmzusammenschnitt seiner TV-Auftritte für die Beisetzung wurde von Michael Brynntrup und Ludger  realisiert. Der Film „das Ovo“ wurde 2006 auf der Berlinale gezeigt. Zur Führung „Kreuz & Queer“ zum 10. Todestag kamen über 80 Personen und weiterhin wird Ovo oft in den Medien erwähnt.

## Filmografie (Auswahl)
- 1989: Narziss und Echo (Regie: Michael Brynntrup)
- 1992: Ich bin meine eigene Frau (Charlotte von Mahlsdorf) (Regie: Rosa von Praunheim)
- 1993: Plötzlich und unerwartet – eine Déjà-Revue (Regie: Michael Brynntrup)
- 1994: Neurosia (Regie: Rosa von Praunheim)
- 1997: Schwuler Mut – 100 Jahre Schwulenbewegung (Regie: Rosa von Praunheim)
- 2002: Tunten lügen nicht (Regie: Rosa von Praunheim)
- 2002: Zwischen Flieder wandern und singen (Regie: Ingo J. Biermann)
- 2002–2003: Berlin Bohème (Regie: Andreas Weiß)
- 2005: Das Ovo (Ovo – das Video) (Michael Brynntrup und Ludger Wekenborg)